# فاليريو تيتسا
فاليريو تيتسا (بالرومانية: Valeriu Tiţa؛ ولد يوم 22 نيسان/أبريل 1966 في دروبيتا تورنو سيفيرين برومانيا) هو مدرب كرة قدم روماني يدرب حاليا المنتخب السوري الأول لكرة القدم.
بدأ رحلته مع كرة أقدم في رومانيا، وكان يهرب من المدرسة ليلعب كرة القدم التي كان والده الإطفائي يمنعه من ممارستها ويطلب منه التعلم... بعدها توجه مع أحد المدربين الرومانين إلى المغرب ليلعب هناك بعد أن أقنع المدرب والده بأن تيتا سيكون لاعبا فذا.
لعب تيتا في الدوري المغربي لمدة خمس سنوات حاز خلالها على بطولتان للدوري المغربي,1983-1985
من ثم أحرز مع الفريق كأس العرش المغربي مرة واحدة موسم1988-1989
وكان ذلك مع المدرب الروماني كنايير.قالب:وصلة
ليعتزل اللعب ولكن العام الذي اعتزل فيه لم يعرف بالضبط هل هو العام 1992أم1993
بعدها يذهب تيتا رفقة المدر الأرجنتيني أوسكار فيلوني للتدريب.
يتعاقد نادي الاتحاد السوري مع المدرب أوسكار ليستقدم تيتا فاليرو مساعدا له ولكنه كان يقوم بمهام لياقية أكثر من مساعدة أوسكار لذا أطلق عليه بعض المشجعين مدرب اللياقة.
وبعد عام تنهي إدارة الاتحاد عقد الأرجنتيني أوسكار ويستلم تيتا مهام المدرب.وأول ما استلم التدريب حقق فوزا على فريق المجد1-0 وتعادل مع تشرين 2-2 وانتصر على الطليعة 2-0 لتثبته إدارة نادي الاتحاد بمنصب المدرب.
يتألق تيتا بدوري أبطال العرب بعد تعادله مع اتحاد عنابة الجزائري ذهابا وإيابا ويفوز بضربات الجزاء ليتأهل لملاقاة الوداد البيضاوي المغربي ويفوز ذهابا1-0 ويخسر إيابا2-0.
يصل تيتا بعدها لصدارة الدوري لكنه يحقق ثلاث نتائج سلبية مستمرة بخسارته مع  2-1و'1-0و 2-1لتتم إقالته وتكليف مدرب وطني بالمهمة.ويخسر  صدارته ويحل وصيفا لبطل 
لتتذبب نتائج نادي في  بينما كان تيتا يدرب أحد الفرق الرومانية المغمورة بالدرجة الثانية، لتستعين إدارة النادي مجددا به ليأتي ويعيد نادي الاتحاد من المركز العاشر للمركز الرابع موسم2009-2010ويوصله إلى دور الستة عشر من  وينتصر على الكويت الكويتي حامل اللقب ويقصيه من ضربات الجزاء ويتأهل لربع النهائي أمام .تأتي إدارة شابة وواعدة للاتحاد بقيادة الكابتنمحمد عفشوتبقي على تيتا مع أنه الإدارة كانت مصمة على إيجاد غيره قبل لقاء كاظمة لكنها لم تجد مدربا يقبل بالمهمة فاستدعت تيتا من رومانيا قبل خمسة وعشرين يوما من مباراة كاظمة، ينتصر تيتا على كاظمة ذهابا3-2بحلبوإيابا1-0بالكويت ليتأهل للقاء موانغ التايلندي ليخسر أمامه1-0ببانكوكويفوز2-0بحلب ويتأهل إلى النهائي.يلاعب القاديسة الكويتي ويهزمه بضربات الجزاء4-2بعد التعادل الإيجابي1-1بالمباراة وكان لتيتا بصماته الواضحة على أداء الفريق منذ عودته لاستلام الفريق ما جعل الجماهير السورية تلقبه بجزار آسيا.
يستمر تيتا معنادي الاتحادبالدوري السور لكن الظروف وخلافات الإدارة معه على أشياء تافهة جعلته يطالب بالرحيل بالأسبوع الرابع من الدوري ويتجه لمستشفى لعلاج نفسه وقد اتخذها حجة لغيابه وقد اسعد ذلك الإدارة لأنها بدأت بالبحث عن مدرب جديد.
في هذه الأثناء هرب مدرب المنتخب السوري'راتومير جوكوفيتش'ولم يجد اتحاد كرة القدم مدربا يقبل مهمة استلام المنتخب السوري قبل خمسة عشر يوما من النهائيات غيه ليستعينوا به وليشكل المنتخب على مضض ويتجه نحو الدوحة وبذلك يكون قد فك ارتباطه مع نادي الاتحادويفوز على السعودية 2-1مع المنتخب السوريقبل أن يخسر معاليابان2-1 بضربة جزاء ظالمة بعد أن جعل العالم بأسره يلتفت للمنتخب السوري ولكن الحظ خانه بالمباراة الأخيرة أمامالمنتخب الأردنيليخسر2-1 ويعود إلى دمشق معلنا أن عقده انتهى مع اتحاد كرة القدم والتجديد بأيديهم.
لكن في هذه الأثناء يستغل فريق الشرطة المركزيانتهاء عقد تيتا مع الاتحاد والمنتخب ليوقع معه كمستشار فني للنادي بعد أن وضع بفسخ عقده مع نادي الاتحاد شرطا بأن لايدرب أي نادي سوري بعد الاتحاد لتتم تسميته من قبل فريق الشرطة بالمستشار الفني إلى الآن.

## روابط خارجية
- فاليريو تيتسا على موقع قاعدة بيانات كرة القدم.إي يو (الإنجليزية)
- فاليريو تيتسا على موقع Soccerway.com (الإنجليزية)